# Hotel Metropol'
L'Hotel Metropol', noto anche come Hotel Metropol' di Mosca (in russo Метрополь; IPA: [mʲɪtrɐpolʲ]) è un hotel situato nel centro di Mosca, in Russia, costruito negli anni 1899-1907 in stile Liberty.

## Storia
È noto per essere il più grande hotel di Mosca costruito prima della rivoluzione bolscevica del 1917. Per la sua realizzazione collaborarono gli architetti William Walcot, Lev Kekušev, Vladimir Šuchov e gli artisti Michail Vrubel', Aleksandr Golovin, Nikolaj Andreevič Andreev.
Nel 1918, l'hotel fu nazionalizzato dall'amministrazione bolscevica, ribattezzato Seconda Casa dei Soviet e adibito a residenze e uffici per la crescente burocrazia sovietica. Successivamente, negli anni '30, tornò alla sua funzione originale di hotel e, tra il 1986 e il 1991, fu completamente restaurato da aziende finlandesi nell'ambito del commercio bilaterale tra l'Unione Sovietica e la Finlandia.
È anche l'ambientazione principale del romanzo Un gentiluomo a Mosca.

## Descrizione
Situato nel cuore di Mosca, a pochi passi dal Teatro Bolshoi e dal Cremlino, l'hotel rappresenta un perfetto esempio di stile Art Nouveau, combinato con l'opulenza dell'architettura classica russa.
Costruito tra il 1899 e il 1905, il Metropol fu progettato da diversi architetti, tra cui Lev Kekushev e William Walcot, con il coinvolgimento di noti artisti come Viktor Vasnetsov e Mikhail Vrubel. L'esterno dell'hotel è un trionfo di dettagli decorativi, tra cui mosaici colorati e intricati bassorilievi che riflettono il gusto estetico dell'epoca. Uno dei dettagli più famosi è il grande mosaico "Principessa dei sogni" di Vrubel che decora la facciata.
Il pannello di Vrubel "Principessa dei Sogni" è considerato il più famoso pannello di Mosca. È stato creato sulla base del dramma in versi di Edmond Rostand La Princesse lointaine, che nella traduzione russa di T. L. Shchepkina-Kupernik ha ricevuto il titolo "Principessa dei Sogni". Uno dei personaggi principali della pièce è il trovatore Jofrè Rudel, la cui leggenda d'amore per una Dama e i motivi del suo "amore lontano" hanno ispirato la trama. La prima della pièce sulla scena russa si è tenuta nel gennaio 1896 a San Pietroburgo. La storia romantica di un'aspirazione elevata verso l'amore e la bellezza perfetta, la cui contemplazione si raggiunge a costo della morte, ha ottenuto un enorme successo presso il pubblico. Sono stati creati un valzer intitolato "Principessa dei Sogni" e persino profumi e cioccolato con lo stesso nome.
Nello stesso 1896, S. Yu. Witte commissionò a Mikhail Vrubel due pannelli dipinti per la prossima esposizione artistica e industriale di Nizhny Novgorod. Uno di questi Vrubel lo realizzò basandosi sulla pièce di Rostand, e l'altro, "Mikula Selyaninovich", su una trama epica. Tuttavia, l'ispezione dei pannelli e degli schizzi suscitò grande insoddisfazione tra i membri dell'Accademia Imperiale delle Arti, che sconsigliarono di esporre le opere di Vrubel alla mostra. Allora Savva Mamontov decise di mostrarli in un padiglione separato, costruito di propria iniziativa. Ma questa idea si rivelò un fallimento: nonostante l'accoglienza favorevole della critica, il pubblico reagì alle opere di Vrubel con straordinaria ostilità.
Durante la progettazione dell'hotel Metropol, Mamontov ebbe l'idea di riprodurre la "Principessa dei Sogni" in ceramica, esponendola così permanentemente al pubblico. Da allora, l'opera di Vrubel, che raffigura un giovane cavaliere morente e la principessa china su di lui, è accessibile a ogni passante. Il pannello originale, esposto alla mostra di Nizhny Novgorod, è ora esibito nella sala di Vrubel alla Galleria Tretyakov
L'interno del Metropol è una celebrazione del lusso e dell'eleganza, con arredi ricercati, ampi spazi e decorazioni raffinate. Le sue 365 camere, ognuna unica per forma e design, variano da stanze in stile classico a suite più moderne, mantenendo sempre un'atmosfera raffinata e storica.
L'hotel ospita anche la famosa Sala Metropol, un grande atrio con tetto di vetro e lampadari mozzafiato, spesso utilizzato per eventi di gala, concerti e ricevimenti. Il ristorante principale, con i suoi interni in stile Belle Époque, è rinomato per la sua cucina di alta classe e l'atmosfera storica.

## Ospiti illustri e apparizioni nei media
Durante il periodo bellico, dal 1941 al 1945, l'hotel ospitava corrispondenti di guerra americani e britannici inviati a Mosca per coprire il Fronte Orientale. La storia delle loro battaglie con la censura sovietica è raccontata nel libro di saggistica di Alan Philps, The Red Hotel: The Untold Story of Stalin's Disinformation War.